# ДАК 1904 (Дунайська Стреда)
ДАК 1904 — словацький футбольний клуб з міста Дунайська Стреда, який виступає у Фортуна лі́зі. Домашні матчі проводить на міському стадіоні, що вміщає 16 410 глядачів. Заснований у 1904 році, клуб є одним з найстаріших у Словаччині. За клуб вболіває переважно угорська меншина Словаччини, що складає більшість у Дунайській Стреді

## Історія клубу
Клуб заснований в 1904.
Футбольна асоціація була створена лише чотири роки по тому, у 1908 році. У Дунайськостредському замку 22 травня відбулося установче зібрання, на якому обрали назву клубу — «Дунайськостредська Спортивна Асоціація» (ДСА, угор. Dunaszerdahelyi Atlétikai Club, DAC).
Створення футбольного клубу тривалий час знаходилося в зародковому стані, в той час як в період з 1909 по 1914 були зареєстровані, окрім футбольної секції, також секції з тенісу та шахів. За часів Першої світової війни та з підписанням Тріанонського договору спортивне життя в місті та клубі згасає. 1919 «ДСА» відродив свою діяльність, але проводив лише товариські матчі.
У 1920 клуб змінив свою назву на «ДСК» — «Дунайськостредський Спортивний Клуб», також брав участь лише в товариських зустрічах. Запрошення для участі в Чемпіонаті Угорщини вперше надійшло в сезоні 1927/28. У 1930 «ДСА» виборов право грати в Чемпіонаті Угорщини. Сезону 1930/31 клуб закінчив на останньому місці та в зв'язку з реорганізацією змагань в лізі з наступного року, змушений був грати в групі B Західної регіональної ліги чемпіонату Угорщини. Після перерозподілу чемпіонатів на рівні ліг та групи за територіальним принципом клуб потрапив до регіональних змагань групи «Південь».
У сезоні 1933/34 клуб знову змінив свою назву на «Дунайськостредський Клуб фізичної підготовки».
Сезон 1938 клуб не зміг завершити у зв'язку з рішенням Віденського арбітражу, за яким футбольні клуби з району Житнього острову та «землі Матвія» були тимчасово переведені до новоствореної в 1939 році Кішафьольдської регіональної ліги, 1942 року повернувся до колишньої назви — «Дунайськосредська професійна асоціація» Дьйорського краю. У сезоні 1943/44 чемпіонат було розділено на дві частини, за яким «ДФА» виступав у групі А. Осінню частину чемпіонату клуб закінчив на першому місці, але через воєнні дії, чемпіонат так і не дограли.
Після 1946 року, назви клубу змінювалися майже щороку («Спартак», «СК», «Дуностров», «ДСО Сокіл», «Славія»). Ситуація ускладнюється тим, що великі заводи створили свої власні, тому окрім «Славії» з'явились й інші конкуренти — «Ставокомбінат» і «Динамо».
З 1953 року клуб почав грати свої домашні матчі на новому стадіоні. Історична спортивна подія відбулася 7 червня 1954 року, коли «Міський стадіон» прийняв команду з Будапешту. Вісім тисяч глядачів стали свідками перемоги гостей з рахунком 8:1, за господарів відзначився Райтік, а за гостей Тихий, Шуша, Шовяк (двічі), Бабольчей та Сольнок.
У 1962 році під керівництвом тренера «Славії» Ервіна Ковача команда вийшла до третьої за статусом національної ліги, відомої як регіональний чемпіонат. Починаючи з 1965 року клуб знову виступає під новим ім'ям — «Єдність Дунайська Стреда». У сезоні 1967/68 команда продовжувала прогресувати під керівництвом головного тренера команди Яна Грессо, грала в третій за значенням лізі Чемпіонату Чехословаччини з футболу.
Після цього регулярно міняються умови змагань з футболу. В 70-х роках почався підйом команди, першим успіхом якої була перемога в регіональному чемпіонаті сезону 1976/77. У 1980 «ДСК» під керівництвом тренерського дуету у складі Володимир Хрівнак — Юрай Шікора пробився до Словацької Національної ліги, а в 1985 під керівництвом тренера Кароля Печем — до чемпіонату Чехословаччини з футболу. Наступний успіх прийшов в 1987 році, коли команда, після перемоги над «Нітрою», виграла Кубок Словаччини з футболу і здобула перемогу над празькою Спартою в копривницькому фіналі Кубку Чехословаччини. Таким чином, клуб вперше вийшов на міжнародну арену, де в 1987—1993 «ДАК» зіграв 4 матчі в Кубку володарів Кубків УЄФА та 6 матчів у Кубку УЄФА, в тому числі пам'ятний двобій з мюнхенською «Баварією». Крім того, «ДАК» був постійним учасником Кубку Інтертото, в 1991 році навіть виграв свою групу. Між 1993 і 1995 роками, клуб знову потрапляв у фінал Кубку Словаччини. В цілому, «ДАК» в період з 1985 по 1998 роках провів 13 сезонів у вищому дивізіоні Чехословаччині та чемпіонаті Словаччини.
У 1999 році клуб знову виграв Другу лігу, цього разу під керівництвом тренера Володимира Руснака. Через рік, після чергової реорганізації чемпіонату, «ДАК» вилетів та залишався в Другій лізі аж до 2007 року. У 2007/08 навіть грав у третьому за значенням дивізіоні Чемпіонату Словаччини з футболу.
У травні 2008 року після злиття «ДАК» з сенецьким футбольним клубом отримав нового власника та почала виступи в Другій лізі чемпіонату Словаччини.
Сезону 2015/16 команда розпочала в Словацькій Суперлізі.

## Попередні назви
- 1908—1920 — «DSE» («Дунайськостредська Спортивна Асоціації»);

- 1920—1933 — «DAC» («Дунайськостредський Спортивний Клуб»);

- 1933—1942 — «DTC» («Дунайськостредський Клуб фізичної підготовки»);

- 1942—1948 — «DLE» («Дунайськостредський футбольна асоціація»);

- 1948—1953 — «Sokol» («Сокіл»);

- 1953—1965 — «Slavoj» («Славія»);

- 1965—1974 — «Jednota» («Єдність»);

- 1974—1993 — «DAC» («Дунайськостредський Спортивний Клуб»);

- 1993—1994 — «FC DAC» («ФК Дунайськостредський Спортивний Клуб»);

- 1994 — «Marat — DAC» («Марат — Дунайськостредський Спортивний Клуб»);

- 1994—1996 — «1.FC DAC — Gemer» («ФК Дунайськостредський Спортивний Клуб — Гемер»);

- 1996—2000 — «1.FC DAC» («1. ФК Дунайськостредський Спортивний Клуб»);

- 2000—2014 — «FC DAC 1904» («ФК Дунайськостредський Спортивний Клуб 1904»);

- 2014 — - «FC DAC 1904» («ФК Дунайськостредський Спортивний Клуб 1904») fcdac.sk [Архівовано 4 березня 2016 у Wayback Machine.].

## Досягнення
- Володар Кубку Чехословаччини (1): 1987
- Чемпіонат Чехословаччини з футболу — 3-є місце: 1987/88

## Виступи в єврокубках

### Офіційні турніри УЄФА
| Сезон   | Змагання               | Раунд | Країна    | Клуб             | Вдома | На виїзді    | В сукупності |
| ------- | ---------------------- | ----- | --------- | ---------------- | ----- | ------------ | ------------ |
| 1987–88 | Кубок володарів кубків | КР    | Кіпр      | АЕЛ              | 1–0   | 5–1          | 6–1          |
| 1987–88 | Кубок володарів кубків | 1Р    | Швейцарія | Янг Бойз         | 2–1   | 1–3          | 3–4          |
| 1988–89 | Кубок УЄФА             | 1Р    | Швеція    | Естерс           | 0–2   | 6–0          | 6–2          |
| 1988–89 | Кубок УЄФА             | 2Р    | Німеччина | Баварія          | 1–3   | 0–2          | 1–5          |
| 1993–94 | Кубок УЄФА             | 1Р    | Австрія   | Казино Зальцбург | 0–2   | 0–2          | 0–4          |
| 2018–19 | Ліга Європи            | 1КР   | Грузія    | Динамо Тбілісі   | 1–1   | 2–1          | 3–2          |
| 2018–19 | Ліга Європи            | 2КР   | Білорусь  | Динамо Мінськ    | 1–3   | 1–4          | 2–7          |
| 2019–20 | Ліга Європи            | 1КР   | Польща    | Краковія         | 1–1   | 2–2 (дод.ч.) | 3–3 (г)      |
| 2019–20 | Ліга Європи            | 2КР   | Греція    | Атромітос        | 1–2   | 2–3          | 3–5          |

### Неофіційні турніри УЄФА
| Сезон | Змагання        | Раунд   | Країна    | Клуб           | Вдома | На виїзді   |
| ----- | --------------- | ------- | --------- | -------------- | ----- | ----------- |
| 1987  | Кубок Інтертото | Група 4 | Угорщина  | Татабанья      | 0–1   | 1–6         |
| 1987  | Кубок Інтертото | Група 4 | Швейцарія | Белінцона      | 4–0   | 0–2         |
| 1987  | Кубок Інтертото | Група 4 | Данія     | Нествед        | 2–2   | 2–3         |
| 1988  | Кубок Інтертото | Група 5 | Швеція    | Норрчепінг     | 5–1   | 0–1         |
| 1988  | Кубок Інтертото | Група 5 | Швейцарія | Янг Бойз       | 3–1   | 1–5         |
| 1988  | Кубок Інтертото | Група 5 | Угорщина  | Галадаш        | 3–0   | 0–0         |
| 1991  | Кубок Інтертото | Група 8 | Румунія   | Рапід Бухарест | 3–0   | 0–1         |
| 1991  | Кубок Інтертото | Група 8 | Болгарія  | Ботев Пловдив  | 4–1   | 3–1         |
| 1992  | Кубок Мітропи   | 1Р      | Угорщина  | БВСК           |       | 0–0 (5–6 п) |
| 1993  | Кубок Інтертото | Група 4 | Швеція    | Мальме         | 0–0   |             |
| 1993  | Кубок Інтертото | Група 4 | Німеччина | Юрдінген 05    |       | 2–0         |
| 1993  | Кубок Інтертото | Група 4 | Данія     | Оденсе         | 0–3   |             |
| 1993  | Кубок Інтертото | Група 4 | Угорщина  | Відеотон       |       | 1–7         |
| 1994  | Кубок Інтертото | Група 7 | Швеція    | Треллеборг     | 2–0   |             |
| 1994  | Кубок Інтертото | Група 7 | Швейцарія | Грассгоппер    |       | 0–3         |
| 1994  | Кубок Інтертото | Група 7 | Німеччина | Дуйсбург       | 0–1   |             |
| 1994  | Кубок Інтертото | Група 7 | Данія     | Ольборг        |       | 1–3         |

## Відомі гравці
- Руслан Корян
- Рольф Ландерл
- Мохамад Парвін
- Фарзад Ашубі
- Ігор Баліш
- Балаж Борбей
- Володимир Вайсс
- Юліус Шимон
- Петер Фібер

## Відомі тренери
- Златко Кранчар